# 1. ŽNL Istarska
1. ŽNL Istarska je liga 6. stupnja nogometnih natjecanja u Hrvatskoj i prvog na području Istarske županije. U ovoj ligi prvoplasirani klub prelazi u viši rang – MŽNL NS Rijeka, a posljednji ispada u 2. ŽNL. Klubovi koji nastupaju u ovoj ligi su s područja Istarske županije.

## Dosadašnji prvaci
| sezona           | rang | klubova | pobjednik             |
| ---------------- | ---- | ------- | --------------------- |
| 1995./96.        | V.   | 14      | Istra Tar             |
| 1996./97.        | V.   |         |                       |
| 1997./98.        | IV.  |         |                       |
| 1998./99.        | IV.  |         |                       |
| 1999./00.        | IV.  |         |                       |
| 2000./01.        | IV.  |         |                       |
| 2001./02.        | IV.  |         |                       |
| 2002./03.        | IV.  |         |                       |
| 2003./04.        | IV.  |         |                       |
| 2004./05.        | IV.  |         |                       |
| 2005./06.        | IV.  | 14      | Medulin 1921          |
| 2006./07.        | V.   | 14      | Mladost Fažana        |
| 2007./08.        | V.   | 14      | Potpićan              |
| 2008./09.        | V.   | 14      | Istra Tar             |
| 2009./10.        | V.   | 14      | Vrsar                 |
| 2010./11.        | V.   | 14      | Omladinac 1952 Barban |
| 2011./12.        | V.   | 14      | Banjole               |
| 2012./13.        | IV.  | 15      | Mladost Fažana        |
| 2013./14.        | IV.  | 14      | Pazinka Pazin         |
| 2014./15.        | V.   | 13      | Vrsar                 |
| 2015./16.        | V.   | 13      | Pazinka Pazin         |
| 2016./17.        | V.   | 13      | Uljanik Pula          |
| 2017./18.        | V.   | 12      | Buje                  |
| 2018./19.        | V.   | 12      | Medulin 1921          |
| 2019./20. ↓19/20 | V.   | 12      | Funtana               |
| 2020./21.        | V.   | 14      | Vrsar                 |
| 2021./22.        | V.   | 14      | Banjole               |
| 2022./23.        | VI.  | 13      | Funtana               |
| 2023./24.        | VI.  | 14      | Ližnjan               |

Kategorija:1. ŽNL Istarska 

Kategorija:Sezone četvrtog ranga HNL-a 

Kategorija:Sezone petog ranga HNL-a 

Kategorija:Sezone šestog ranga HNL-a 

Napomene: 

↑19/20  – u sezoni 2019./20. prvenstvo prekinuto nakon 12. kola zbog pandemije COVID-19 u svijetu i Hrvatskoj

## Sudionici

### Sezona 2021./22.
| Klub                      | Mjesto         |
| ------------------------- | -------------- |
| NK Banjole                | Banjole        |
| NK Iskra Vinež            | Vinež          |
| NK Istra Pula             | Pula           |
| NK Istra Tar              | Tar            |
| NK Mladost Rovinjsko Selo | Rovinjsko Selo |
| NK Muntić                 | Muntić         |
| NK Jedinstvo Omladinac    | Nedešćina      |
| NK Potpićan               | Potpićan       |
| NK Funtana                | Funtana        |
| NK Rabac                  | Rabac          |
| NK Smoljanci Sloboda      | Svetvinčenat   |
| NK Ližnjan                | Ližnjan        |
| NK Vrsar                  | Vrsar          |
| NK Žminj                  | Žminj          |

## Vanjske poveznice
- Nogometni savez Županije Istarske  Arhivirana inačica izvorne stranice od 21. srpnja 2017. (Wayback Machine)
- 1. ŽNL Istarska  Arhivirana inačica izvorne stranice od 24. srpnja 2017. (Wayback Machine)
- istrasport.eu, 1. ŽNL Istarska  Arhivirana inačica izvorne stranice od 27. lipnja 2017. (Wayback Machine)